# Исходный район
Исходный район, Район исходный — военный термин, который обозначает район местности, оборудованный в инженерном отношении для размещения войск перед началом выполнения ими боевой задачи:
- наступательных действий;
- десантирования;
- форсирования водной преграды;
- и тому подобное[3][4][5].

Исходный район может быть подготовлен как заблаговременно, так и силами прибывающих войск с таким расчётом, чтобы они имели возможность не покидая его перейти к обороне в случае упреждающего удара противника. Исходный район подготавливается в инженерном отношении для обороны и наступления и занимается формированиями войск и сил в том боевом построении, в каком они должны выполнять предстоящую боевую задачу. 
Выбор территории для исходного района осуществляется исходя из её возможности обеспечить удобные условия для развёртывания сил и средств, скрытное и рассредоточенное расположение войск, их защиту от возможного задействования авиации, артиллерии и ядерного оружия. 

... Я считаю:

1. Сейчас нам нужно ограничиться выходом СЗФ на р. Полисть, отказаться от ввода в дело группы Хозина, захватить Старую Руссу и подготовить исходный район для весеннего наступления. ...— Доклад представителя Ставки № 43, от 28 февраля 1943 года, Верховному Главнокомандующему предложений о переносе сроков начала операции «Полярная Звезда».